# Third Man Records
Third Man Records es una compañía discográfica fundada por Jack White en Detroit, Míchigan en 2001. Finalmente adoptó un lugar físico en Nashville, Tennessee en 2009.

## Historia
Jack White fundó la empresa en Detroit, Míchigan en 2001; pero esta no tomó lugar físico hasta que se inauguró el edificio en Nashville, Tennessee en 2009. El edificio sirve como estudio de grabación y de producción. Incluye un estudio de grabación, un estudio fotográfico, un pequeño escenario y una sala de producción. Para conmemorar la apertura del edificio, White debutó con su nuevo proyecto, The Dead Weather, ante 150 invitados en el escenario.

### Nombre
El nombre de la compañía se debe a varias cuestiones. A la ya conocida afición de White por el número tres, como mencionó en varias entrevistas. A la película de Carol Reed "The Third Man", con Orson Welles y Joseph Cotten. También a que la compañía de tapicería donde él trabajaba se llamaba "Third Man Upholstery". White también se refiere a sí mismo como el "Tercer Hombre" en la canción de The White Stripes "Ball and Biscuit".

### Artistas
Todos los álbumes de The White Stripes fueron lanzados con el logo de Third Man Records, también los dos álbumes de The Raconteurs (Broken Boy Soldiers y Consolers of the Lonely) y también el disco de Horehound de su grupo The Dead Weather. Otros artistas de Third Man son: Whirlwind Heat, Dan Sartain y The Muldoons.

## Discografía
Third Man Records lanza discos tanto en formato CD como vía en línea, a través de iTunes, pero se especializan en discos de vinilo.
| Catálogo # | Artista                               | Título                                                            | Formato         |  |
| ---------- | ------------------------------------- | ----------------------------------------------------------------- | --------------- |  |
| TMR-001    | The Dead Weather                      | "Hang You from the Heavens/Are 'Friends' Electric?"               | Sencillo 7"     |  |
| TMR-002    | The White Stripes                     | Icky Thump                                                        | 12" Álbum Doble |  |
| TMR-003    | Mildred and the Mice                  | "I Like My Mice (Dead)/Spider Bite"                               | Sencillo 7"     |  |
| TMR-004    | Rachelle Garniez                      | "My House of Peace"                                               | Sencillo 7"     |  |
| TMR-005    | The Dead Weather                      | "I Cut Like A Buffalo"                                            | Sencillo 7"     |  |
| TMR-006    | The Dead Weather                      | "I Cut Like A Buffalo"                                            | Sencillo 12"    |  |
| TMR-007    | The Dead Weather                      | "Treat Me Like Your Mother/You Just Can't Win"                    | Sencillo 7"     |  |
| TMR-008    | The Dead Weather                      | Horehound                                                         | 12" Álbum Doble |  |
| TMR-009    | Dex Romweber Duo featuring Jack White | "The Wind Did Move/Last Kind World Blues"                         | Sencillo 7"     |  |
| TMR-010    | The Dead Weather                      | "Forever My Queen/Outside"                                        | Sencillo 7"     |  |
| TMR-011    | Dan Sartain                           | "Bohemian Grove/Atheist Funeral"                                  | Sencillo 7"     |  |
| TMR-012    | Transit                               | "C'mon and Ride/After Party"                                      | Sencillo 7"     |  |
| TMR-013    | Jack White                            | "Fly Farm Blues"                                                  | Sencillo 7"     |  |
| TMR-0??    | The Raconteurs                        | Live in London                                                    | 12" Álbum Doble |  |
| TMR-0??    | The White Stripes                     | "Let's Shake Hands/Look Me Over Closely" (alternate takes)        | Sencillo 7"     |  |
| TMR-016    | The Dead Weather                      | "I Cut Like A Buffalo/A Child of a Few Hours is Burning to Death" | Sencillo 7"     |  |
| TMR-020    | Carl Sagan                            | "A Glorious Dawn"                                                 | Sencillo 7"     |  |

- Datos: Q377453
- Multimedia: Third Man Records / Q377453